# Thryallis granulosus
Thryallis granulosus är en skalbaggsart som beskrevs av Bates 1885. Thryallis granulosus ingår i släktet Thryallis och familjen långhorningar.
Artens utbredningsområde är Guatemala. Inga underarter finns listade i Catalogue of Life.